# Sandy Powell
Sandy Powell (ur. 7 kwietnia 1960 w Londynie) – brytyjska kostiumografka filmowa. Stale współpracuje z reżyserami Martinem Scorsese (siedem wspólnych projektów) i Toddem Haynesem (cztery filmy).
Piętnastokrotnie nominowana do Oscara za najlepsze kostiumy, trzykrotnie zdobyła tę nagrodę za filmy: Zakochany Szekspir (1998) Johna Maddena, Aviator (2004) Martina Scorsese i Młoda Wiktoria (2009) Jean-Marka Vallée.
Zasiadała w jury konkursu głównego na 71. MFF w Wenecji (2014).

## Filmografia

### Kostiumy
- 2019: Irlandczyk (The Irishman)
- 2018: Mary Poppins powraca (Mary Poppins Returns)
- 2018: Faworyta (The Favourite)
- 2015: Carol
- 2015: Kopciuszek
- 2013: Wilk z Wall Street (The Wolf of Wall Street)
- 2012: Suspension of Disbelief
- 2011: Hugo i jego wynalazek (Hugo)
- 2010: Burza (The Tempest)
- 2009: Wyspa tajemnic (Shutter Island)
- 2008: Młoda Wiktoria (The Young Victoria)
- 2008: Kochanice króla (The Other Boleyn Girl)
- 2006: Infiltracja (The Departed)
- 2005: Pani Henderson (Mrs. Henderson Presents)
- 2004: Aviator (The Aviator)
- 2003: Sylvia
- 2002: Daleko od nieba (Far from Heaven)
- 2002: Gangi Nowego Jorku (Gangs of New York)
- 1999: Koniec romansu (The End of the Affair)
- 1999: Namiętność panny Julity (Miss Julie)
- 1999: Podróż Felicji (Felicia's Journey)
- 1998: Zakochany Szekspir (Shakespeare in Love)
- 1998: Hilary i Jackie (Hilary and Jackie)
- 1998: Idol (Velvet Goldmine)
- 1997: Chłopak rzeźnika (The Butcher Boy)
- 1997: Miłość i śmierć w Wenecji (The Wings of the Dove)
- 1996: Michael Collins
- 1995: Rob Roy
- 1994: Wywiad z wampirem (Interview with the Vampire: The Vampire Chronicles)
- 1993: Wittgenstein
- 1993: Być człowiekiem (Being Human)
- 1992: Orlando
- 1992: Gra pozorów (The Crying Game)
- 1991: Edward II
- 1991: Ten papież musi umrzeć (The Pope Must Die)
- 1991: Cud (The Miracle)
- 1990: W cieniu Chin (Shadow of China)
- 1989: Killing Dad
- 1989: Wenus Piotr (Venus Peter)
- 1988: The Last of England
- 1988: Za królową i ojczyznę (For Queen and Country)
- 1988: Burzliwy poniedziałek (Stormy Monday)
- 1987: Aria
- 1986: Caravaggio